# Jeanne Brabants

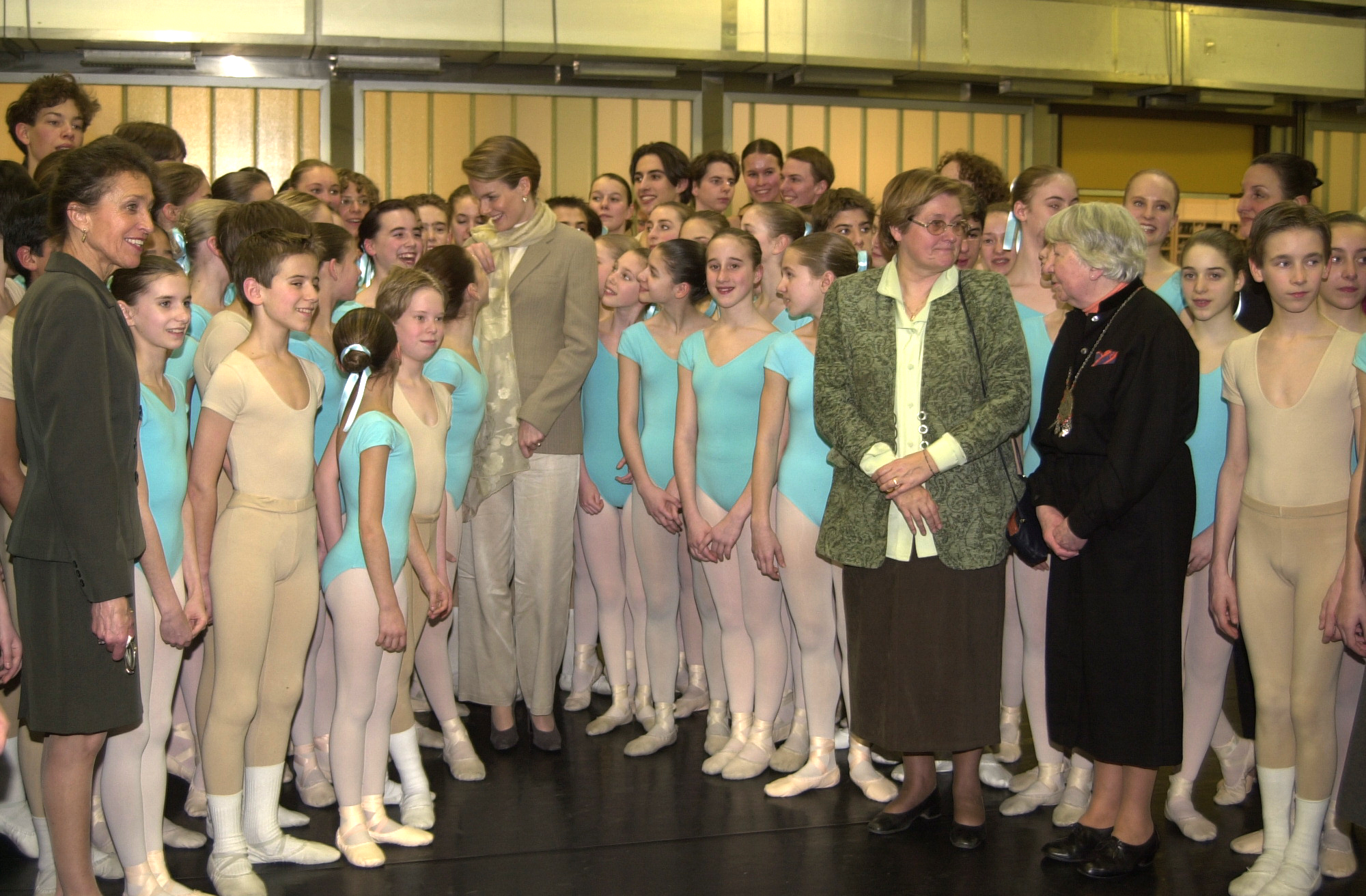
Jeanne Brabants (rechts, in zwarte jurk) in 2001 (Foto: FelixArchief - Stadsarchief Antwerpen. Inventarisnummer 539 # 203

Jeanne barones Brabants (Antwerpen, 25 januari 1920 – aldaar, 2 januari 2014) was een Belgisch danseres, choreografe en pedagoge. Ze ontwierp een 200-tal choreografieën, werkte samen met grote internationale namen en behaalde een groot aantal internationale prijzen.

## Biografie
Jeanne Brabants startte haar carrière in de jaren '30 als moderne danseres bij Lea Daan, die de Centraal-Europese school van Rudolf Laban doceerde. Pas jaren later bekeerde ze zich tot het klassieke ballet, waarvan ze steeds een vurig pleitbezorgster bleef. Na een opleiding aan onder meer de Royal Ballet School in Londen stichtte ze in 1941 haar eigen gezelschap en dansschool. Brabants gaf les, danste zelf, ontwierp choreografieën en deed alle administratie. 
In 1951 kreeg ze de kans een balletopleiding op te richten binnen de Koninklijke Vlaamse Opera. Tien jaar later werd deze omgevormd tot een volwaardig Stedelijk Instituut voor Ballet in Antwerpen, met Brabants als directrice (nu de internationaal gerenommeerde Koninklijke Balletschool). 
In 1969 stichtte ze het Ballet van Vlaanderen. De compagnie zou uitgroeien tot de grootste voor klassieke dans in België. Sinds 1976 mag het ballet zich het Koninklijk Ballet van Vlaanderen noemen. In 1984 ging Brabants met pensioen, maar ze bleef zich actief inzetten voor dans in Vlaanderen.
In 2000 werd Brabants verheven tot de adelstand en verkreeg ze de titel van barones.
Begin 2014 overleed Brabants. Ze werd 93 jaar. Op 10 januari werd in de Antwerpse Bourlaschouwburg afscheid genomen van Brabants.
In mei 2020 werd de nieuwe Jeanne Brabantstunnel die naar haar vernoemd is geopend voor verkeer, de tunnel ligt onder de Frankrijklei in Antwerpen.